# Magdalena Sibylla av Holstein-Gottorp
Magdalena Sibylla av Holstein-Gottorp, född 1631 på Gottorps slott, död 1719 i Güstrow, var en hertiginna av Mecklenburg-Güstrow, gift med hertig Gustav Adolf av Mecklenburg-Güstrow (1633–1695). Hon var dotter till hertig Fredrik III av Holstein-Gottorp och dennes maka Marie Elisabeth av Sachsen, samt syster till den svenska drottningen Hedvig Eleonora.
Drottning Kristina av Sverige, som 1654 var på väg till Rom i Italien efter sin abdikation, visste att hennes kusin, kung Karl X Gustav, sökte en gemål. Kristina föreslog ursprungligen Magdalena Sibylla, men när Karl Gustav fick se porträtt av hertig Fredriks döttrar, valde han i stället den yngre systern Hedvig Eleonora, då han föredrog dennas utseende. Hedvig Eleonora var redan trolovad med Gustav Adolf av Mecklenburg, men då giftes i stället Magdalena Sibylla bort med Gustav Adolf, 28 december 1654.

## Barn
1. Johan (1655–1660)
2. Eleonora (1657–1672)
3. Marie (1659–1701), gift med hertig Adolf Fredrik II av Mecklenburg-Strelitz
4. Magdalena (1660–1702)
5. Sophie (1662–1738), gift med hertig Kristian Ulrik I av Württemberg-Oels
6. Christine (1663–1749), gift med greve Ludvig Kristian av Stolberg-Gedern
7. Karl (1664–1688)
8. Hedvig (1666–1735), gift med hertig August av Sachsen-Merseburg-Zörbig
9. Louise (1667–1721), gift med kung Fredrik IV av Danmark[4]

1. Elisabeth (1668–1738), gift med hertig Henrik av Sachsen-Merseburg
2. Augusta (1674–1756)